# Tregosa
Tregosa is een plaats (freguesia) in de Portugese gemeente Barcelos en telt 695 inwoners (2001).